# Domenico Artaria (Kunstverleger)

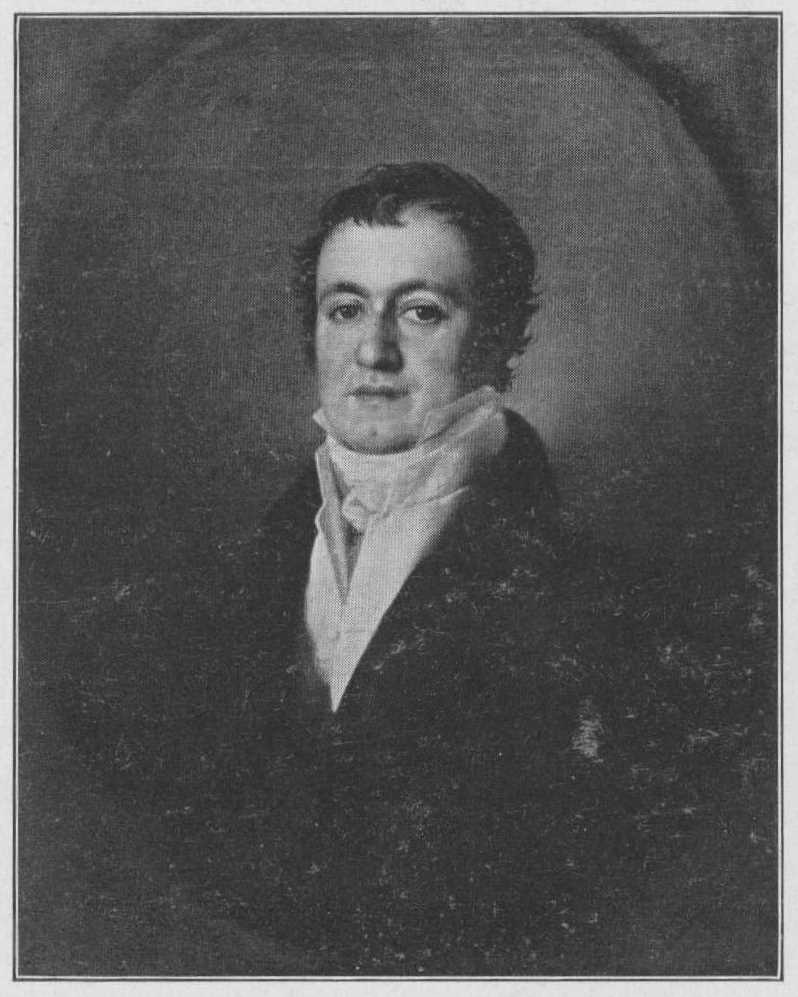
Domenico Artari (1815)

Domenico Artaria (* 22. Mai 1765 in Blevio am Comersee; † 2. Januar 1823 in Mannheim) war ein bedeutender Kunsthändler und -verleger im kurpfälzischen, später badischen Mannheim. Sein gleichnamiger Vetter (1775–1842) war Musikverleger in Wien.

## Leben
Domenico war der Sohn von Giovanni Casimiro Artaria (1725–1797), der das Mainzer Stammhaus mitbegründet hatte, und der Angela geb. Bosmani. Nach dem Tod seines älteren Bruders Pasquale (1755–1785) wurde Domenico Artaria Teilhaber des Wiener Unternehmens Artaria. Seit 1790 war er auch mit seinem Bruder Giovanni Maria im Mainzer Stammhaus leitend tätig. Dieses erweiterte er um eine Landkarten- und Musikabteilung.
Die französische Besatzungszeit und die Mainzer Republik waren 1793 der Grund für die Verlegung des Unternehmens ins kurpfälzische Mannheim. Gleichzeitig beendete Artaria seine Teilhaberschaft in Wien. Da er 1791 die Tochter des Mannheimer Buchhändlers Matthieu Fontaine geheiratet hatte, konnte er sein Unternehmen mit dem seines Schwiegervaters vereinigen. Im Großherzogtum Baden firmierte es seit 1819 als Kunst- und Verlagsbuchhandlung Artaria & Fontaine. Unter seinen fünf Söhnen, die mindestens zeitweise am Unternehmen beteiligt waren, wurde dieses europaweit für seine ausgezeichneten Kupferstiche bekannt. Die Firma bestand bis 1867 als Verlagsbuchhandlung.
Söhne und Enkel Domenico Artarias

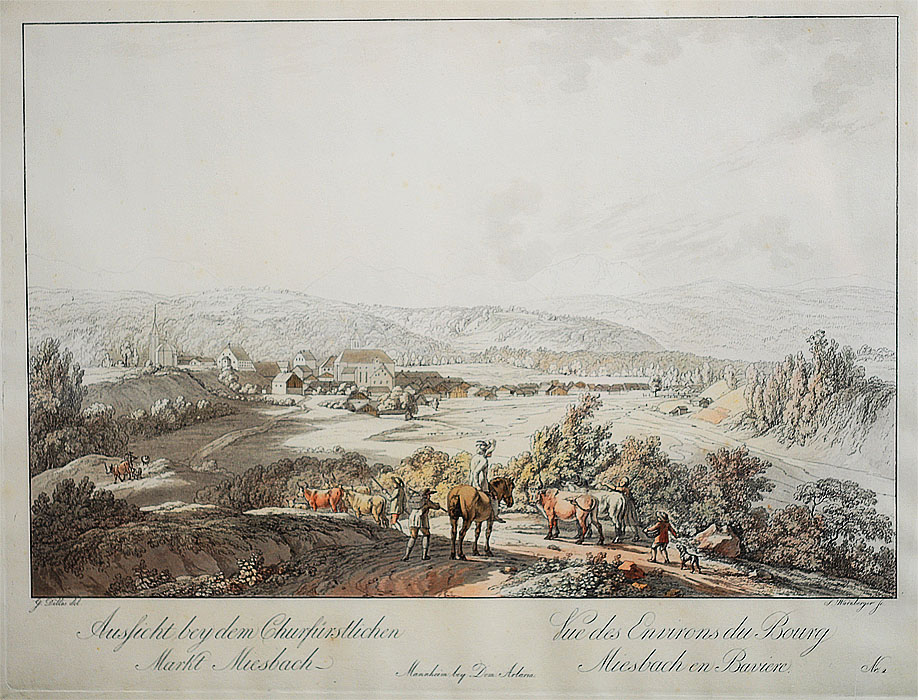
Miesbach, Blatt 2 aus den Zwölf Ansichten

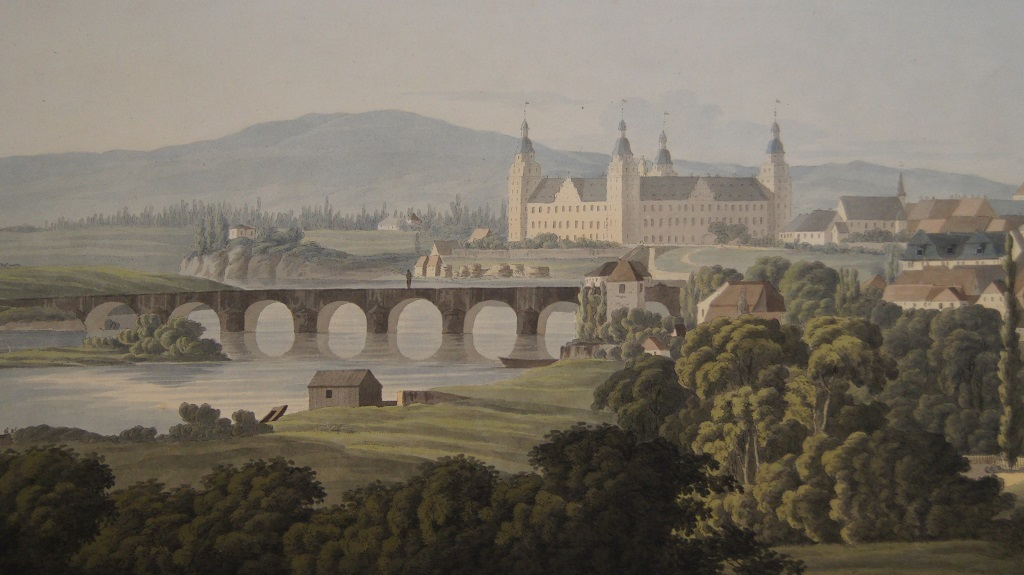
Blick auf Aschaffenburg von Süden. (Ausschnitt)

- Carl Dominik Alexander Artaria (* 17. Juni 1792 in Mannheim; † 15. Januar 1866 ebenda), Druck- und Verlagshaus in Mannheim und Wien, Radierer, Aquarellist, Grafiker; Sohn:
  - Mathias Artaria (* 19. Juni 1814 in Mannheim; † 3. Februar 1885 ebenda), Kaufmann und Maler
- Matthias Artaria (1793–1835), Musikverleger in Wien
- Franz Anton Artaria (1796–1869)
- Carl Philipp Artaria (1801–1878), Kaufmann in Mannheim
- Stephan Franz Artaria (1806–1852).

## Werke (Auswahl)
- Zwölf Ansichten von Bayern gezeichnet von G. Dillis gestochen von Warenberger / Douze Vues de la Bavière desinées par G. Dillis, gravées par Warenberger et publiées chez Dom. Artaria à Mannheim, 1802.
- Blick auf Aschaffenburg von Süden. Mannheim um 1800: Ein altkolorierter Kupferstich mit Aquatinta, angefertigt von Johann Jakob Strüdt (1773–1807), Vedutenmaler und Kupferstecher in Heidelberg. Das Blatt kostete beim Kauf 16 fl. 30 kr. und gehörte vermutlich zu den teuren Kunstdrucken seiner Zeit.